# 凌云站 (义乌市)
凌雲站是金华轨道交通金义东线的一座车站，位于中华人民共和国浙江省金华市义乌市北苑街道宗泽北路与洪深路交叉口。本站于2022年12月28日投入使用：由于车站启用时义乌高铁站尚未开通，本站为义东线的起讫站。义乌恒风集团在原有过路804路和B支809路基础上，于2023年5月12日增开凌云站至火车站的W572路公交接驳线，间隔时间10—30分钟。

## 车站结构
本站为路中高架三层侧式车站。

### 车站楼层
| 地上三层 | 侧式站台 | 侧式站台                                          | 侧式站台 | 侧式站台 |
|          |          | █ 金义东线往義烏高鐵站方向 （下一站：義烏高鐵站） |          |          |
|          |          | █ 金义东线往明清宫站方向 （下一站：春晗）         |          |          |
|          | 侧式站台 |                                                   |          |          |
| 地上二层 | 站厅     | 售票机、客服中心、警务室、安检设施                |          |          |
| 地面     | 出入口   |                                                   |          |          |

- 车站站厅
- 车站站台
- W572接驳巴士

### 出入口
本站共设有4个出入口（A1、A2、B1、B2）。
| 编号          | 建议前往的目的地                               | 图片 |
| ------------- | ---------------------------------------------- | ---- |
| A1            | 洪深路（南）、宗泽北路（西）、安顺路、凌云一区 |      |
| A2            | 洪深路（南）、宗泽北路（西）、凌云六区         |      |
| B1            | 洪深路（南）、宗泽北路（东）、凌云六区         |      |
| B2            | 洪深路（南）、宗泽北路（东）、W572停靠点       |      |
| 註： 设有电梯 |                                                |      |